# حسین سعدالدین آرل
حسین سعدالدین آرِل (به ترکی استانبولی: Hüseyin Sadeddin Arel) (متولد ۱۸ دسامبر ۱۸۸۰ در استانبول - درگذشته ۶ مه ۱۹۵۵ در استانبول) وکیل، آهنگساز و موسیقی‌دان اهل ترکیه بود که به همراه رئوف یکتا بی و صوفی ازگی جزء پایه‌گذاران تحول تئوری موسیقی ترکی بود.

## زندگینامه
شغل آرل وکالت بود و به زبان‌های فارسی، عربی، فرانسوی، انگلیسی، آلمانی و ترکی استانبولی مسلط بود. او کتابخانه‌ای عظیم داشت که در آن کتب و نسخ خطی مربوط به موسیقی را نگه می‌داشت. در دههٔ ۱۹۴۰ میلادی، زمانی که اجازهٔ اجرای موسیقی ترکی در کنسرواتوارهای ترکیه داده شد، او رئیس کنسرواتوار شد و همزمان به تألیف چندین مقاله در شرح موسیقی ترکی پرداخت که در مجله‌ٔ «مجموعهٔ موسیقی» که خودش سردبیر آن بود منتشر شدند. این مقاله‌ها که نهایتاً در کتاب او در سال ۱۹۶۸ گردآوری شدند، پایه و اساس تئوری موسیقی ترکی امروزی هستند.

## واژه‌نامه
1. ↑  Musiki Mecmuasi